# ニジニ・ベスチャフ
ニジニ・ベスチャフ（ロシア語: Ни́жний Бестя́х, ラテン文字転写: Nizhniy Bestyakh; サハ語: Аллараа Бэстээх, ラテン文字転写: Allaraa Besteex）は、ロシア連邦のサハ共和国、ヤクーツクの対岸に位置する町である。

## 概要
レナ川の右岸、ヤクーツクの対岸に位置する。レナ川を越える橋はないため、対岸のヤクーツクとは夏はフェリーや高速客船、冬は凍って通行可能になった川で結ばれている。輸送学校が設置され、鉄道の車両や設備、道路施設の管理や修繕を学ぶことができる。

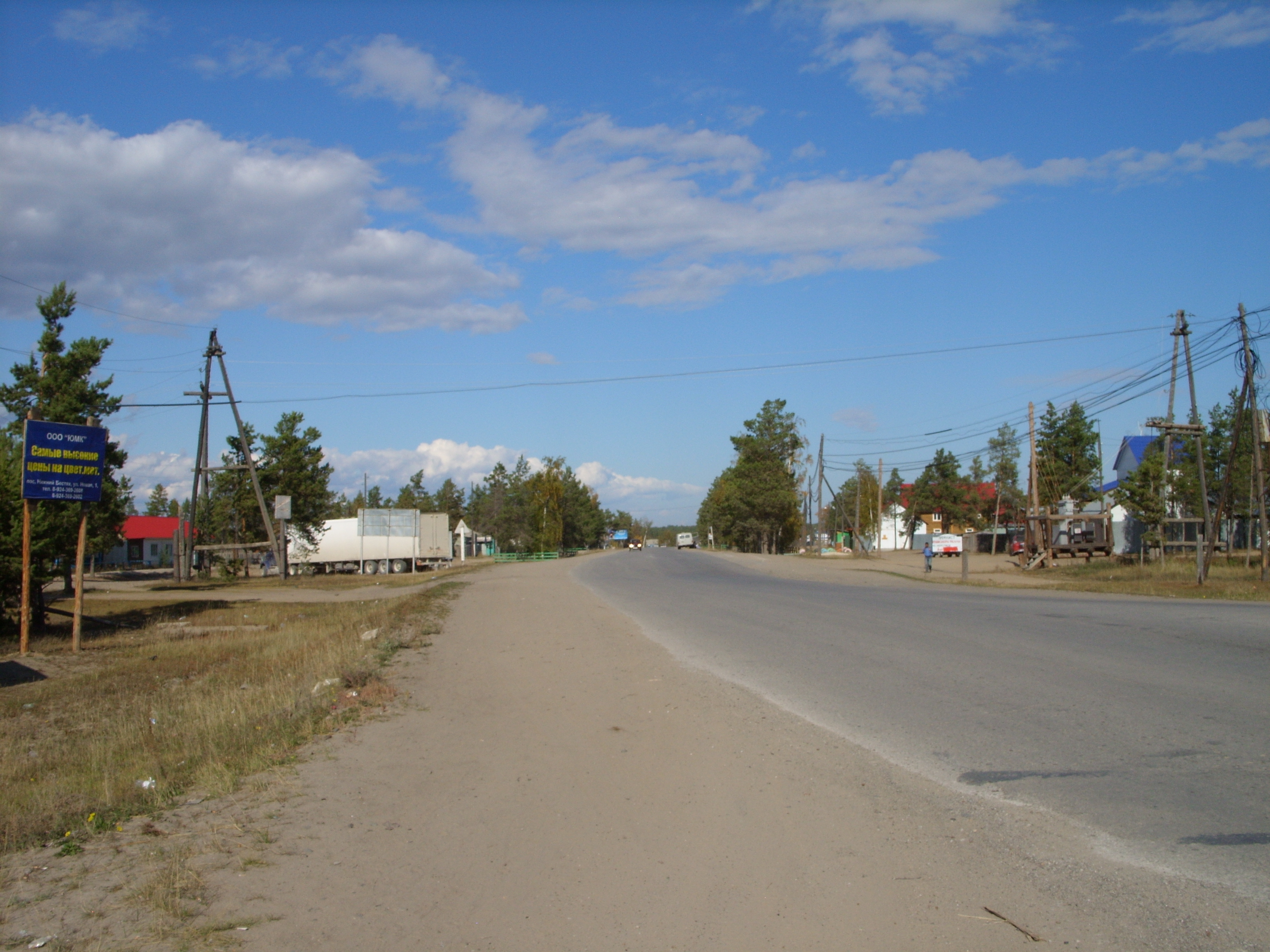
中央通り（アムール・ヤクーツク道路）

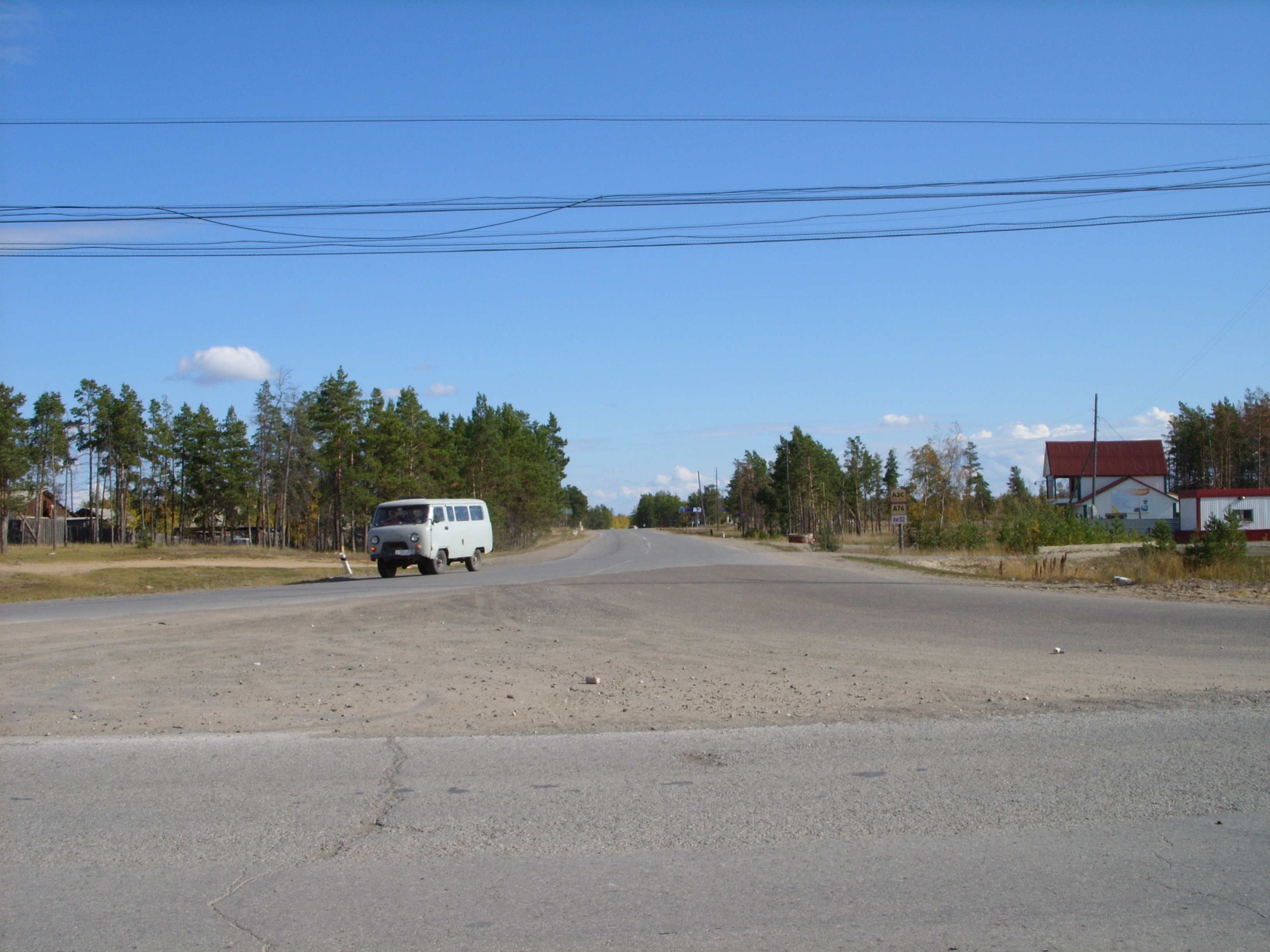
左：マガダン 右：スコボロディノ 直進：アムガ

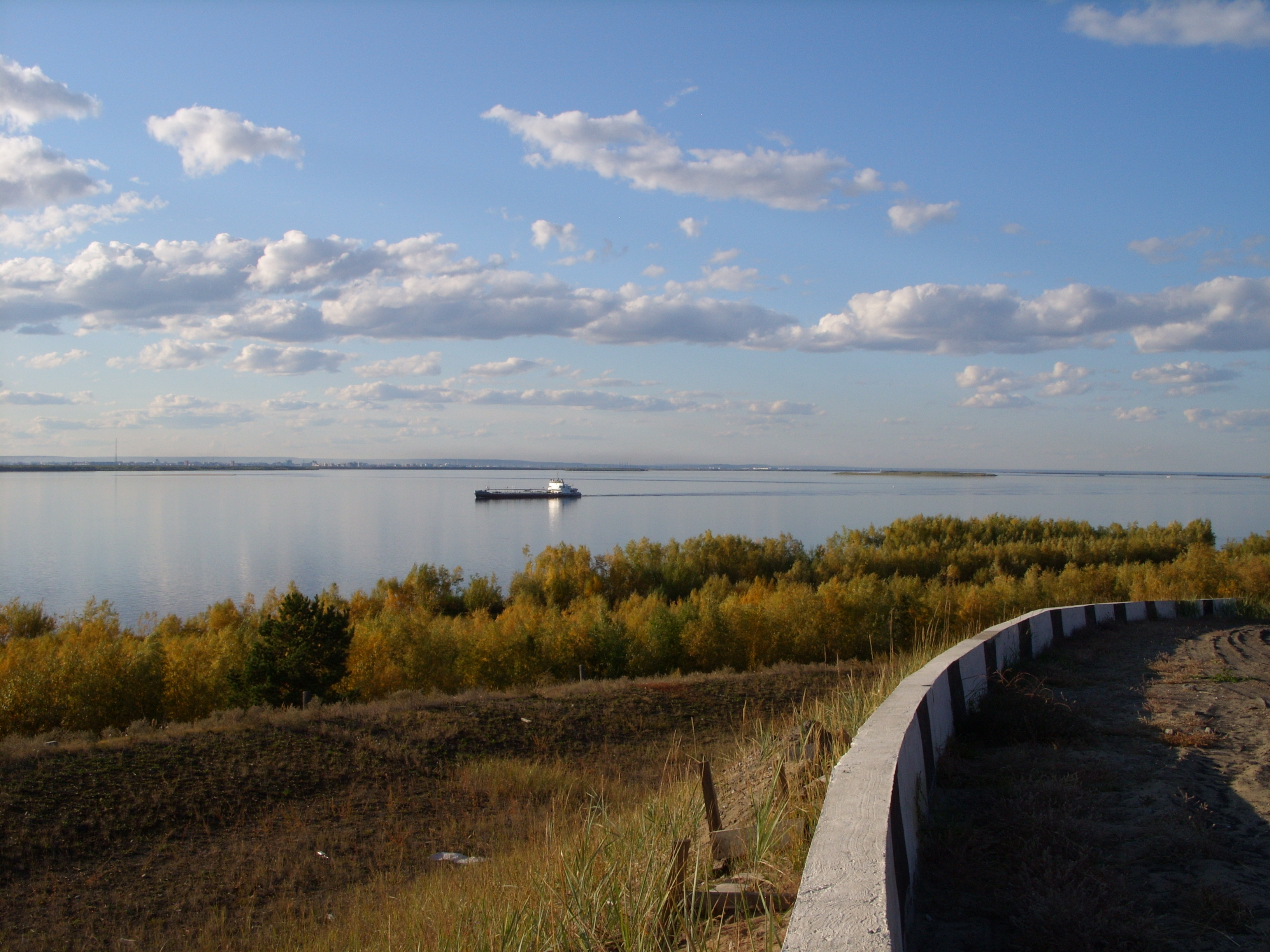
対岸はヤクーツク

## 交通
アムール・ヤクーツク鉄道の建設における一つの到達点である。ただし駅は10キロほど南東の村にある。2015年に営業開始予定。最終的には鉄道道路併用橋でレナ川を越える予定である。またマガダンまで鉄道を延伸する計画も存在する。
アムール・ヤクーツク道路の終着点であり、マガダンまで結ぶコリマ道路の起点である。またイルクーツク地域につながるヴィリュイ道路、アムガと結ぶアムガ道路なども建設中である。
このように交通の要衝であり、これらすべてが開通した暁には都市へ昇格する予定である。

## 人口
| 人口   | 人口   | 人口   | 人口   | 人口 | 人口   | 人口   | 人口   |
| 1979年 | 1989年 | 2002年 | 2010年 | 2011 | 2012年 | 2013年 | 2014年 |
| ------ | ------ | ------ | ------ | ---- | ------ | ------ | ------ |
| 3363   | 3997   | 3327   | 3518   | 3498 | 3523   | 3600   | 3607   |